# 사시키정 (오키나와현)
사시키정(佐敷町)은 오키나와현 남부에 있던 정이다. 
2006년 1월 1일, 지넨촌·다마구스쿠촌·오자토촌이 합병해 난조시가 되었다.

## 역사
- 1908년 4월 1일 - 도서정촌제 시행에 의해 사사키정이 되었다.
- 1980년 6월 1일 - 정으로 승격해 사사키정이 되었다.
- 2006년 1월 1일 - 사시키정·지넨촌·다마구스쿠촌·오자토촌과 합병해 난조시가 되어 소멸하였다.

## 교통

### 도로
- 국도 331호선